# Gäsene landsfiskalsdistrikt
Gäsene landsfiskalsdistrikt var 1918–1951 ett landsfiskalsdistrikt i Älvsborgs län, bildat när Sveriges indelning i landsfiskalsdistrikt trädde i kraft den 1 januari 1918, enligt beslut den 7 september 1917. När Sveriges nya indelning i landsfiskalsdistrikt trädde i kraft den 1 januari 1952 (enligt kungörelsen 1 juni 1951) upplöstes distriktet och dess område delades mellan landsfiskalsdistrikten Bollebygd, Kulling och Ås i Älvsborgs län samt en mindre del till Kvänums landsfiskalsdistrikt i Skaraborgs län.
Landsfiskalsdistriktet låg under länsstyrelsen i Älvsborgs län.

## Ingående områden
När Sveriges nya indelning i landsfiskalsdistrikt trädde i kraft den 1 oktober 1941 (enligt kungörelsen den 28 juni 1941) tillfördes kommunerna Borgstena, Fristad, Tämta och Vänga från det upplösta Vedens landsfiskalsdistrikt.

### Från 1918
Gäsene härad:
- Alboga landskommun
- Asklanda landskommun
- Broddarps landskommun
- Eriksbergs landskommun
- Grude landskommun
- Hovs landskommun
- Hudene landskommun
- Hällestads landskommun
- Jällby landskommun
- Kvinnestads landskommun
- Källunga landskommun
- Ljurs landskommun
- Mjäldrunga landskommun
- Molla landskommun
- Norra Säms landskommun
- Nårunga landskommun
- Ods landskommun
- Ornunga landskommun
- Skölvene landskommun
- Södra Björke landskommun
- Vesene landskommun
- Öra landskommun

### Från 1 oktober 1941
Gäsene härad:
- Alboga landskommun
- Asklanda landskommun
- Broddarps landskommun
- Eriksbergs landskommun
- Grude landskommun
- Hovs landskommun
- Hudene landskommun
- Hällestads landskommun
- Jällby landskommun
- Kvinnestads landskommun
- Källunga landskommun
- Ljurs landskommun
- Mjäldrunga landskommun
- Molla landskommun
- Norra Säms landskommun
- Nårunga landskommun
- Ods landskommun
- Ornunga landskommun
- Skölvene landskommun
- Södra Björke landskommun
- Vesene landskommun
- Öra landskommun

Vedens härad:
- Borgstena landskommun
- Fristads landskommun
- Tämta landskommun
- Vänga landskommun